# Гутьеррес, Вирхиния
Вирхиния Гутьеррес (исп. Virvinia Gutierrez Rodriguez; род. 27 ноября 1928, Гомес-Паласио, Дуранго, Мексика) — мексиканская актриса театра и кино.

## Биография
Родилась в семье пилота гражданской авиации Антонио Гутьерреса Санчеса и пианистки Марии де Хесус Родригес. Вскоре после рождения переехала в Торреон. После окончания средней школы она переехала в Мехико и поступила в институт INBA. В качестве театральной актрисы дебютировала в 1950 году, в качестве киноактрисы в 1963 году. Всего актриса снялась в 27 работах в кино и телесериалах, также сыграла в ряде театральных постановках.

## Личная жизнь
В 1952 году Вирхиния Гутьеррес вышла замуж за режиссёра Луиса Химено и родила ему 5 детей — Виктор, Вирхиния-младшая, Даниэль, Луис и Паула. Вместе они прожили 65 лет до смерти Луиса Химено в 2017 году.

## Фильмография

### Телесериалы
- 1974 — «Злоумышленница» — Вирхиния.
- 1977—1978 — «Рина» — мать Марселы.
- 1982 — «Ванесса» — Аурора.
- 1983 — «Искорка»
- 1984 — «Принцесса»
- 1985—2007 — «Женщина, случаи из реальной жизни»
- 1992 — «Мария Мерседес» — Бланка.
- 1998—1999 — «Привилегия любить» — Сестра Бернардина.

## Театральные работы
- 1950 — «Монтсеррат» — Эммануэль Роблес.
- 1951 — «Знаки зодиака»
- 1953 — «Кассандра» — Мария-Луиса Алгарра.